# Sea Hunter
Sea Hunter (с англ. — «Морской охотник») — автономный беспилотный надводный аппарат (USV), построенный в рамках продолжения программы DARPA «Беспилотный корабль противолодочной войны». 
Спущен на воду 7 апреля 2016 года в Портленде (штат Орегон). Построен фирмой Vigor Industrial. Судно продолжает линию экспериментальных кораблей, таких как Sea Shadow, Sea Fighter и Sea Slice. Sea Hunter классифицируется как беспилотный надводный корабль III класса и обозначается как беспилотный надводный корабль средней грузоподъемности (Medium Displacement Unmanned Surface Vehicle — MDUSV).

## Описание
Первоначально невооруженный прототип, стоимостью двадцать миллионов долларов, представляет собой тримаран длиной 40 метров. Это беспилотный аппарат с двумя винтами, приводимый в движение двумя дизельными двигателями, имеющий максимальную скорость 27 узлов (50 км/ч). Вес судна составляет 135 тонн, включая 40 тонн топлива, что достаточно для 70-дневного круиза. Дальность плавания — «трансокеанская», 10 тысяч морских миль (19 тысяч км) при 12 узлах (22 км/ч), при полностью заправленных 53 000 литрами дизельного топлива баках, что достаточно для того, чтобы добраться из Сан-Диего на Гуам и обратно в Перл-Харбор на одной заправке. Sea Hunter имеет полное водоизмещение 145 тонн и предназначен для плавания при волнении моря до 5 баллов и ветре до 21 узла (39 км/ч). Он может перенести волнение до 7 баллов. Корпус тримарана обеспечивает повышенную остойчивость, не требуя утяжелённого киля и позволяя работать на мелководье, хотя большая ширина снижает маневренность.
Съёмная радиостанция дистанционного управления устанавливается на время тестирования для обеспечения безопасности и резервирования, пока не будет доказано, что судно надёжно работает самостоятельно. В будущем управлять судном будут компьютеры, при этом человек всегда будет иметь возможность наблюдать и, при необходимости, брать на себя управление, в рамках концепции под названием «Редкий надзорный контроль», что означает, что человек контролирует ситуацию, а не удерживает корабль около себя. Судно может патрулировать акваторию без контроля человека, используя оптические средства наблюдения и радар, чтобы избежать столкновения с препятствиями или другими судами. Из-за отсутствия экипажа Sea Hunter обладает множеством нестандартных функций, включая внутреннюю планировку, которая обеспечивает достаточно места для технического обслуживания, но не позволяет людям постоянно присутствовать на борту. Судно оснащено защитными канатными / линейными резаками, которые защищают его от повреждений, вызванных верёвкой или сеткой, намотавшейся на винты, без ущерба для эффективности судна.
Испытания планировалось завершить за два года, прежде чем судно поступит на вооружение военно-морского флота США. Если испытания пройдут успешно, то в будущем такие суда могут быть вооружены и использованы для выполнения задач противолодочной и противоминной деятельности, что будет стоить $ 15-20 тысяч в день по сравнению с $700 тысяч в день на эксплуатацию эсминца. Судно могло бы работать с прибрежными боевыми кораблями. Заместитель министра обороны США Роберт Уорк сказал, что если на корабль будет установлено оружие, принимать решение о его использовании всегда будет человек.
1 февраля 2018 года было сообщено, что DARPA передала разработку Sea Hunter Управлению военно-морских исследований.

## Морские испытания
22 июня 2016 года начальные испытания Sea Hunter были завершены. При этом все требования по скорости, маневренности, ускорению/торможению, остойчивости, расходу топлива, мореходности, надёжности механических систем были выполнены или превзойдены.
Дальнейшие испытания должны были включать в себя испытания датчиков, автономных систем судна, безопасности морского движения и демонстрации концепции для различных миссий ВМС США. Проект Sea Hunter должен был быть утверждён Управлением военно-морских исследований летом 2017 года. Планы на 2018 финансовый год включали в себя добавление возможностей наблюдения и разведки, а также средств противолодочной борьбы.